# تيمقاد
تيمقاد (تلفظ "تيمگاد") مدينة أثرية رومانية توجد بولاية باتنة بالجزائر، كانت تسمّى تاموقادي TAMOUGADI بُنيت سنة 100 ميلادي في عهد تراجان ، وكانت في بداية الأمر تلعب دورًا دفاعيًا لتصبح فيما بعد مركزًا حضاريًا.
وهي المدينة الوحيدة من مدن الرومان المحافظة على هيئتها النموذجية في أفريقيا وهي مسجلة في قائمة التراث العالمي و سر من أسرار التاريخ 

## هندسة بنائها

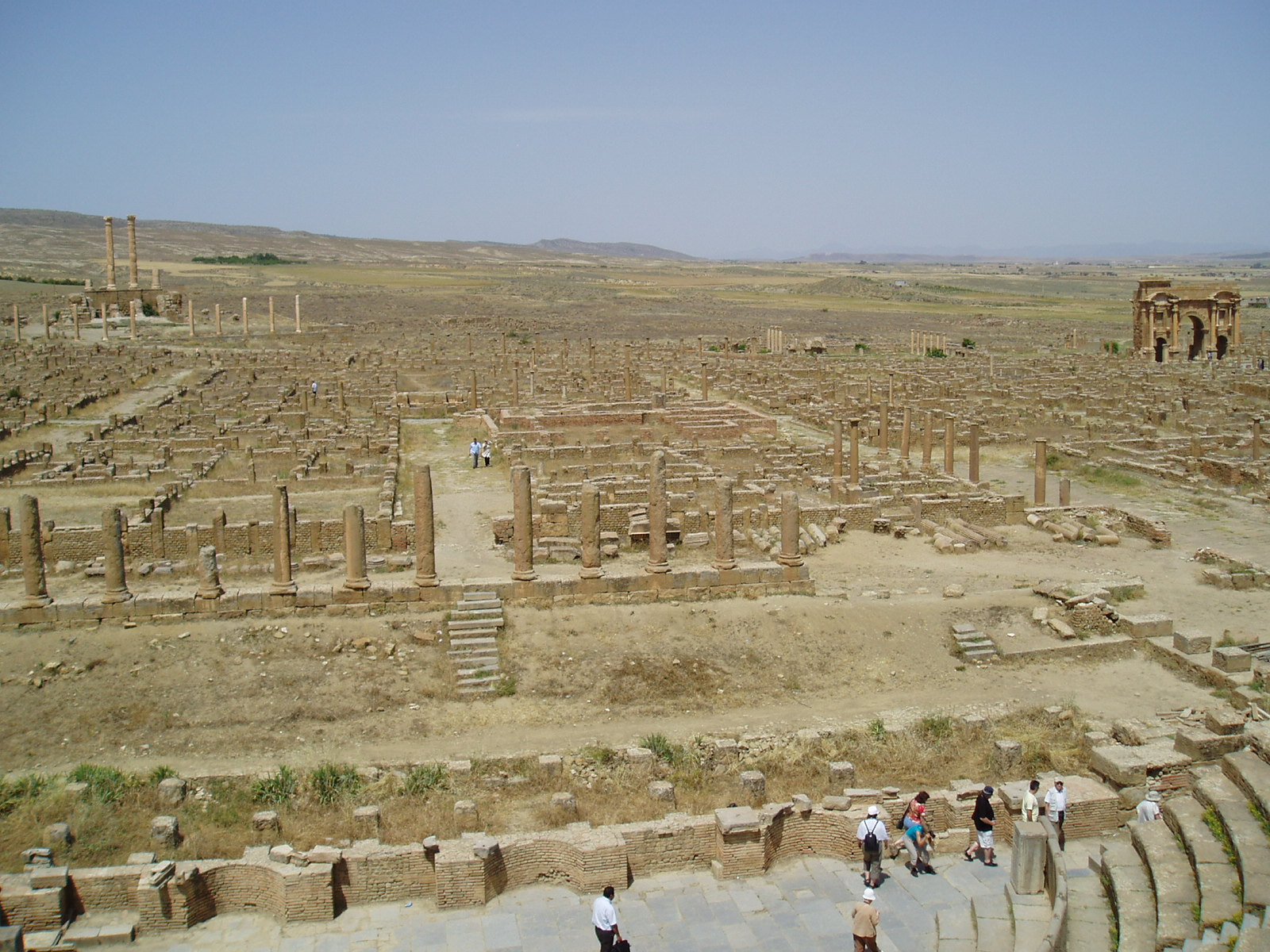
تيمقاد

- هي مدينة كاملة بمختلف مرافقها، بنيت على هيئة شبه مربّع طول أضلاعه 354×324م. بنيت بشكل لوحة شطرنج بواسطة طريقين رئيسيين شمال – جنوب(CARDO MAXIMUS).و شرق – غرب (DOCUMANUS MAXIMUS)ثم طرق فرعية موازية للطريقين الســابقين.

و تشكّل عند تقاطعهما مربّعات طول أضلاعها 20م خصّصت لبناء المنازل.
و مع مرور الوقت ازداد عدد سكان المدينة، فهدمت الأسوار التي كانت تحيط بالمدينة، بنيت بها أحياء جديدة بشكل خاص في الجهة الشرقية للمدينة.
- ما يجعل مدينة تيمقاد مدينة فريدة من نوعها في العالم، أنها لا تزال تحتفظ بتصميمها الأولي، وبكل مرافقها العامة ممّا يجعلها المثال النموذجي للمدينة الرومانية. و بما أنها ذات مساحة شاسعة جعلتها جديرة بتسميتها بمومباي نوميديا.

## موقعها

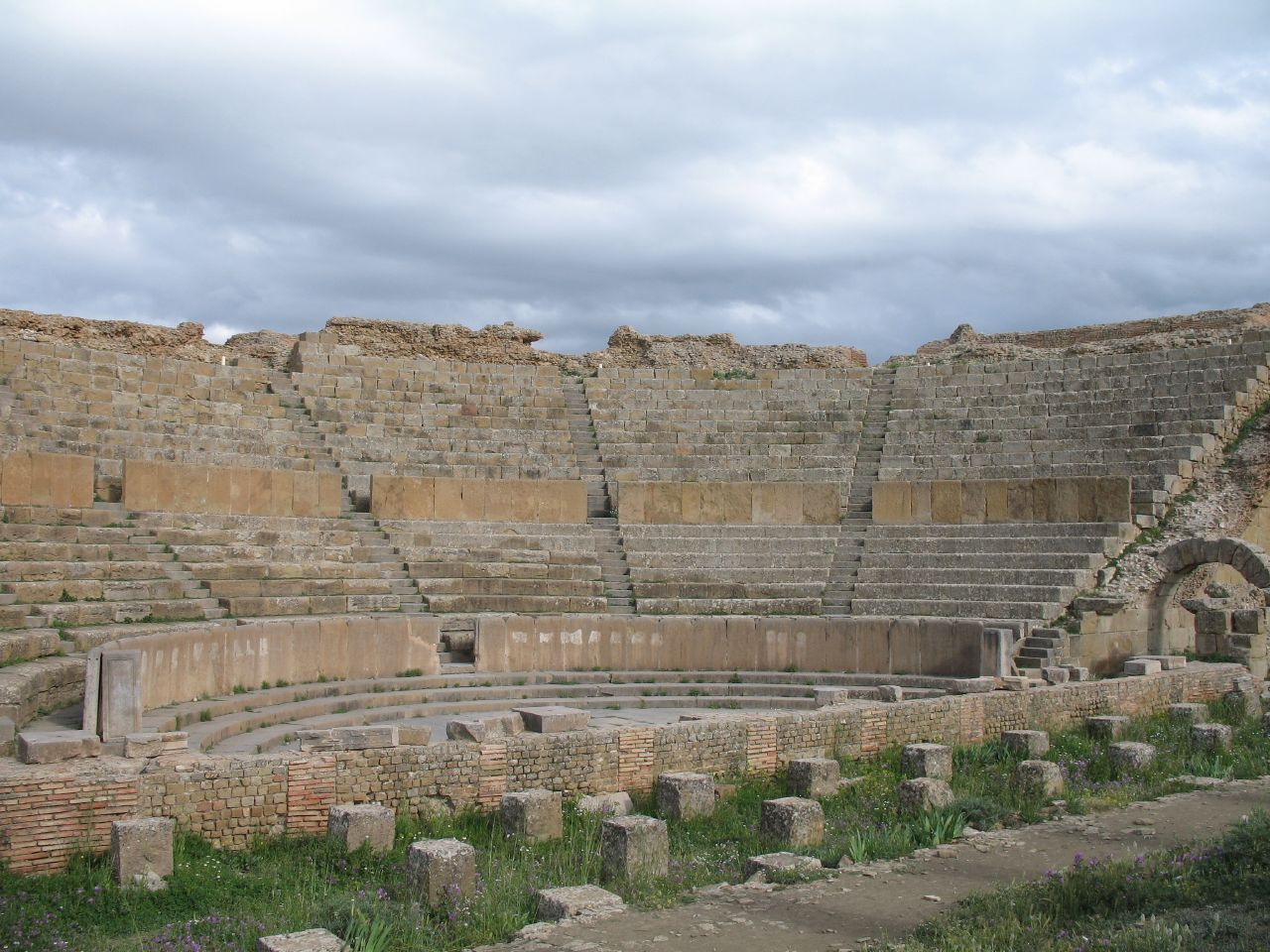
مسرح المدينة

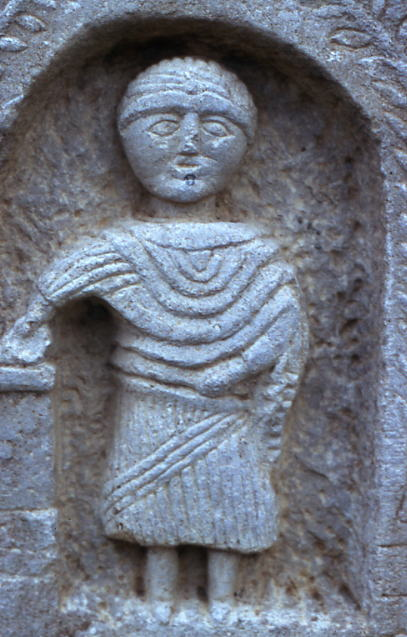
اله الرومان زحل

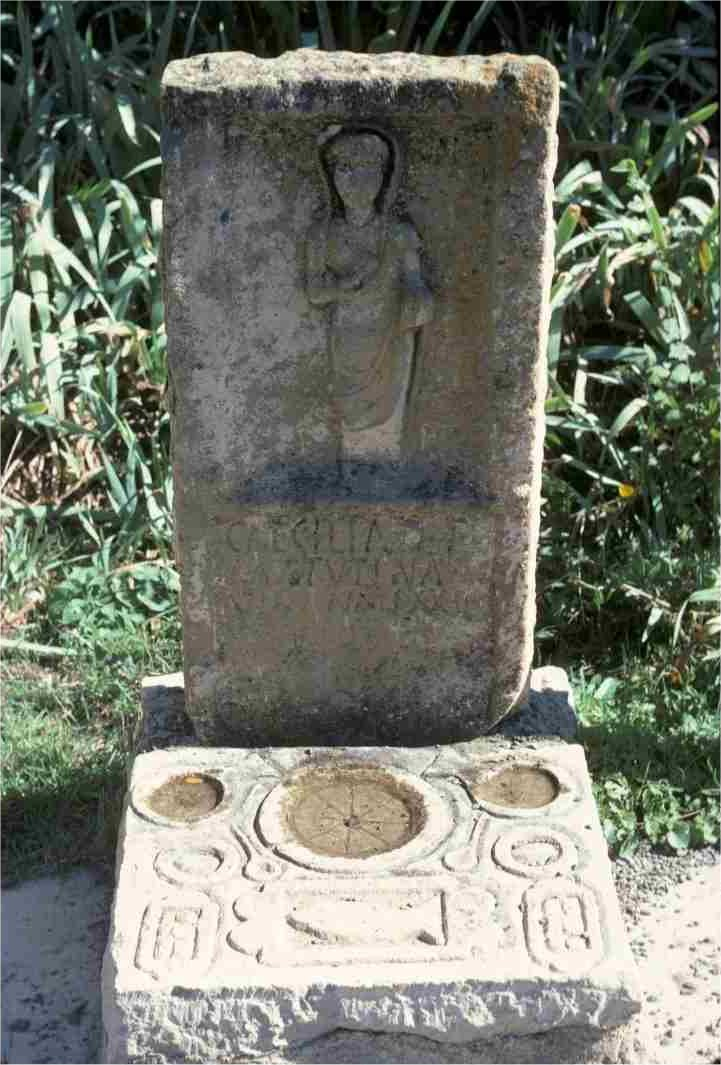
جدول فيه نقش لملك الرومان

- تقع تيمقاد على بعد 36 كلم شرق ولاية باتنة ، عاصمة الآوراس ، أكثر من 418 كلم شرق الجزائر العاصمة، وقد بناها الرومان في سنة 100 ميلادية في عهد الإمبراطور تراجان الذي أمر ببنائها لأغراض إستراتيجية لكنها تحولت إلى مركز سكاني، وقد شُيدت على مساحة 11 هكتاراً في البداية، وسماها الرومان تاموقادي، وتحظى المدينة الأصلية بتصميم جميل؛ إذ يشقها طريقان كبيران متقاطعان من الشرق إلى الغرب ومن الشمال إلى الجنوب ينتهي كل شارع ببابين كبيرين في طرفيه يزينهما قوسان ضخمان لكنهما مزينان بحجارة وأعمدة منحوتة بإتقان، ثم بنى الرومان مجموعة من السكنات والمرافق التي عادة ما يحرصون على تشييدها في مدنهم، وأحاطوا المدينة بجدار كبير لحمايتها.
- ومن المرافق التي لا تزال آثارها واضحة للعيان الفوروم أو الساحة العمومية ويحيط بها المجلس البلدي ومعبد الإمبراطور وقصر العدالة إلى جانب السوق العمومي والمحلات التجارية، وغير بعيد عنها شُيد المسرح لإقامة التظاهرات الاحتفالية المختلفة.
- وابتداءً من النصف الثاني للقرن الثاني ميلادي، عرفت المدينة تطوراً عمرانياً هاماً تطلب مساحات إضافية، فظهرت أحياء سكنية جديدة وشُيدت المعابد و 14 حماماً عمومياً كبيراً. وبلغ التطور العمراني ذروته في القرن الثالث الميلادي؛ إذ بُنيت منشآت جديدة مثل المكتبة العمومية والسوق ومساكن أوسع وأكثر رفاهية. وفي القرن الخامس ميلادي، احتل الوندال المدينة وعاثوا فيها فساداً وتدميراً، كما فعلوا بباقي المدن الرومانية بالجزائر، ودام الاحتلال الوندالي للمدينة قرابة قرن انتهى بعد أن حل البيزنطيون محلهم فقاموا بنهب الكثير من المعالم الرومانية وتقويض معبد ضخم لبناء قلعة بيزنطية غير بعيد عن المدينة الرومانية، إلا أن القلعة تفتقر للجمال والذوق الروماني الرفيع كما لاحظنا.

## مراحل حياة المدينة الجميلة
- ومع حلول الفتح الإسلامي ابتداءً من القرن السابع الميلادي، ينتهي العهد البيزنطي وتتحول الحياة الحضرية بالمدينة إلى مدن أخرى أسسها الفاتحون مثل: عطاء، ونيكة. وبعد قرون من التغيرات العمرانية، غمرت الأتربة المدينة ولفّها النسيان، إلا أن الفرنسيين شرعوا في التنقيب عنها ابتداءً من عام 1880 وبقيت الأبحاث الأثرية قائمة إلى غاية استقلال الجزائر حيث تم اكتشاف 75/ بالمئة لحد الآن من المدينة
- في صيف 1962 أبرزت التنقيبات المدينة الأصلية التي بناها الإمبراطور تراجاس، وأقام الفرنسيون متحفاً نقلوا إليه مجموعة من التحف الأثرية الثمينة لحمايتها من النهب والتلف ومنها جرار وأدوات فخارية ولوحات فسيفسائية جميلة كانت تغطي أرضية المساكن الخاصة والحمامات العمومية ومجموعة من التماثيل والنصب التي تعطي كلها صورة عن معتقدات أهل تاموقادي عبر الكتابات والرسوم المنقوشة عليها والتي تقود إلى التعرف على تاريخ الأفراد والمدينة، وهي نصب موضوعة لتقديس الأموات أمامها صحون لاعتقاد الرومان أن أرواح الموتى تستيقظ لتأكل.

## الحفريات منذ سنة 1962 وقضية الحفاظ على الموقع
- قائمة التراث العالمي سجلت مدينة تيمقاد في قائمتها، مما أدى إلى تمويل وترميم المدينة والحفاظ عليها من التأثيرات المناخية والبشرية، كإقامة مهرجان تيمقاد الدولي في صرح مسرح المدينة الأثري مما أدى إلى تدهور وضعية بنائه مما أدى إلى إعداد خطة تعويض المسرح الأثري بآخر جديد بالقرب من المدينة الأثرية لكي لا يؤثر عليه وتم الانتهاء منه سنة 2010.

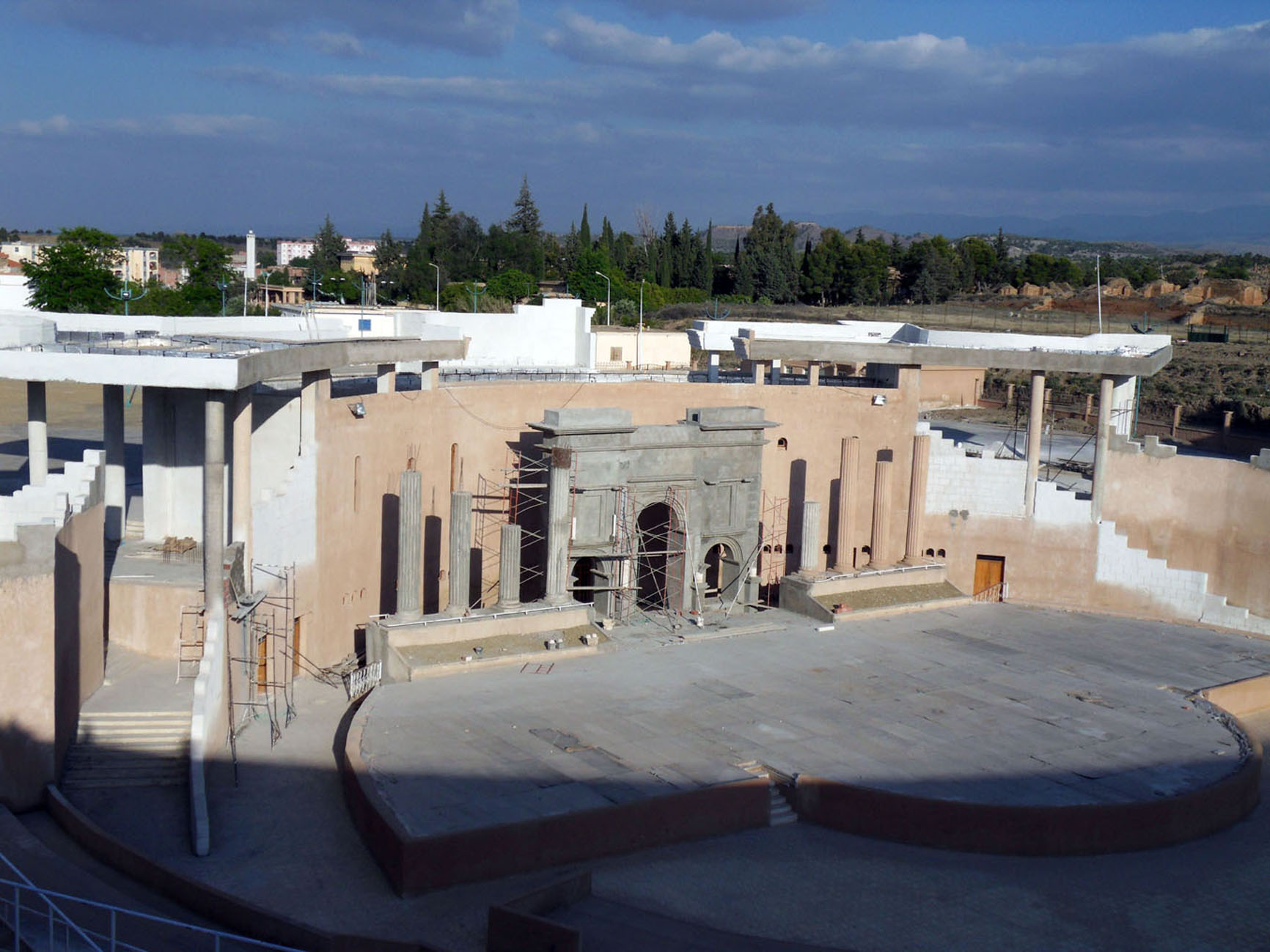
المسرح الجديد المهيئ على نفس طريقة بناء الصرح الروماني لإستضافة طبعة مهرجان تيمقاد 2010.
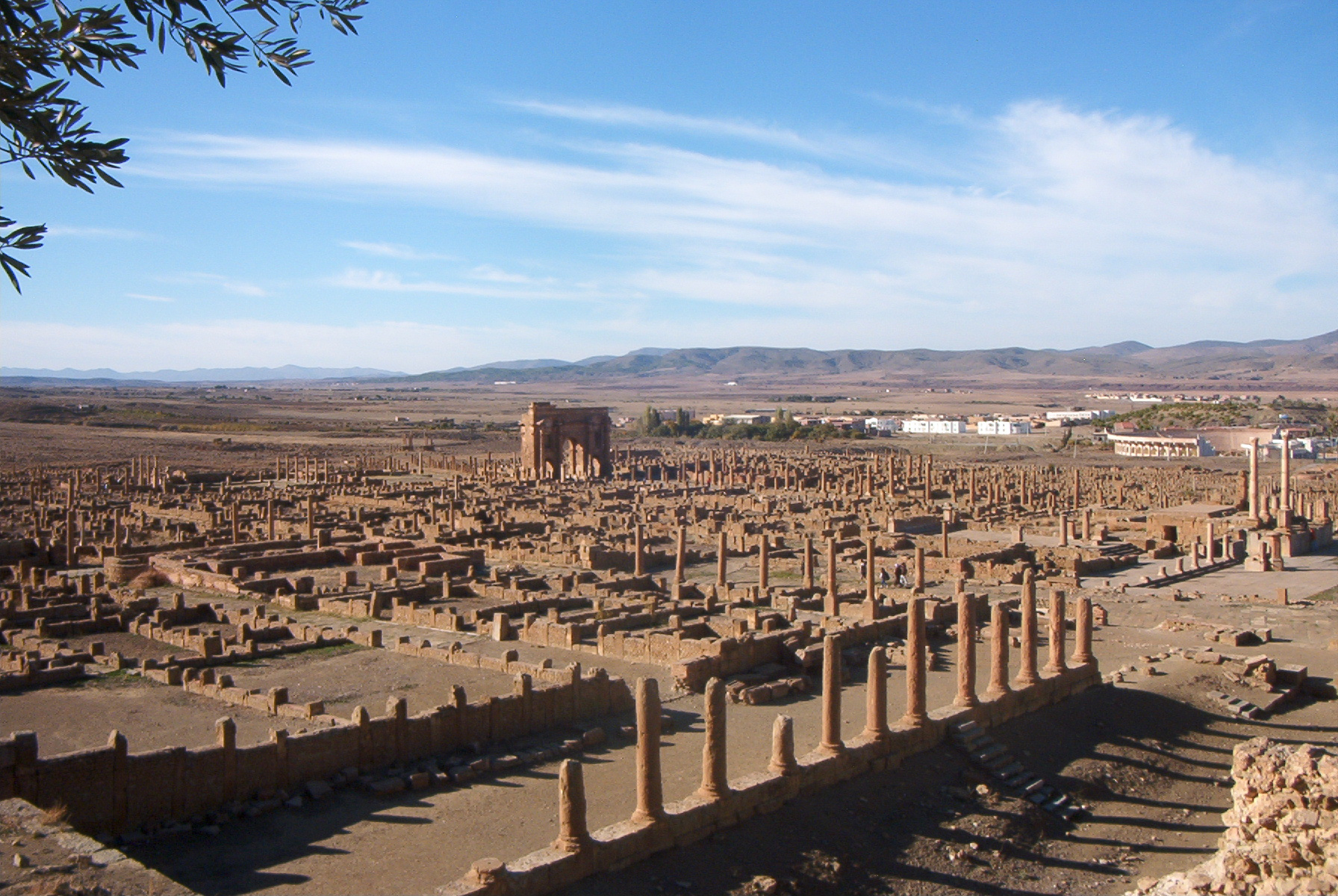
نظرة على المسرح الحديث

## تيمقاد السياحية
- التجول في مدينة تيمقاد الأثرية ممتع للغاية، خاصة إذا صادفت دليلاً متمكناً يشرح لك بإسهاب خلفيات تشييد البنايات والطرق والمرافق المختلفة بتلك الطريقة المتناسقة الجميلة، ويريك السد الذي يدعى سد كدية مداور التابع لشركة 'كوسيدار'.ومنها تتعرف على نمط معيشة الرومان، وتتأكد من ذوقهم الفني والمعيشي الرفيع؛ إذ لم يغفلوا بناء أي مرفق خاص بحياتهم الاقتصادية أو الثقافية أو الدينية؛ الأسواق، المتاجر، الحمامات، المسرح، الكباري . السكستين، بيوت التعميد. أهم ما لفت انتباهنا ونحن نتجول في تاموقادي هو وجود ساعة شمسية في قلب الساحة العمومية الفوروم وهي عبارة عن خطوط طويلة متعامدة تحدد الوقت للسكان انطلاقاً من انعكاس أشعة الشمس على مختلف هذه الخطوط،
- تتميز المدينة باحتوائها على مكتبة عمومية بها 8 رفوف للكتب، أربعة على اليمين وأربعة على اليسار، وهي ثاني مكتبة رومانية في العالم آنذاك.
- تيمقاد المدينة ؛فهي مدينة صغير يسكنها عدد قليل من سكان يعرفون بلعشاش وتحتوي على المرافق العمومية تمتاز بالهدوء والطمانينة

هي مدينة فلاحية زراعية ويتم سقي أراضيهم من سد كدية مداور كما قاموا بتزويد مدينة باتنة بالماء الشروب الحلو .

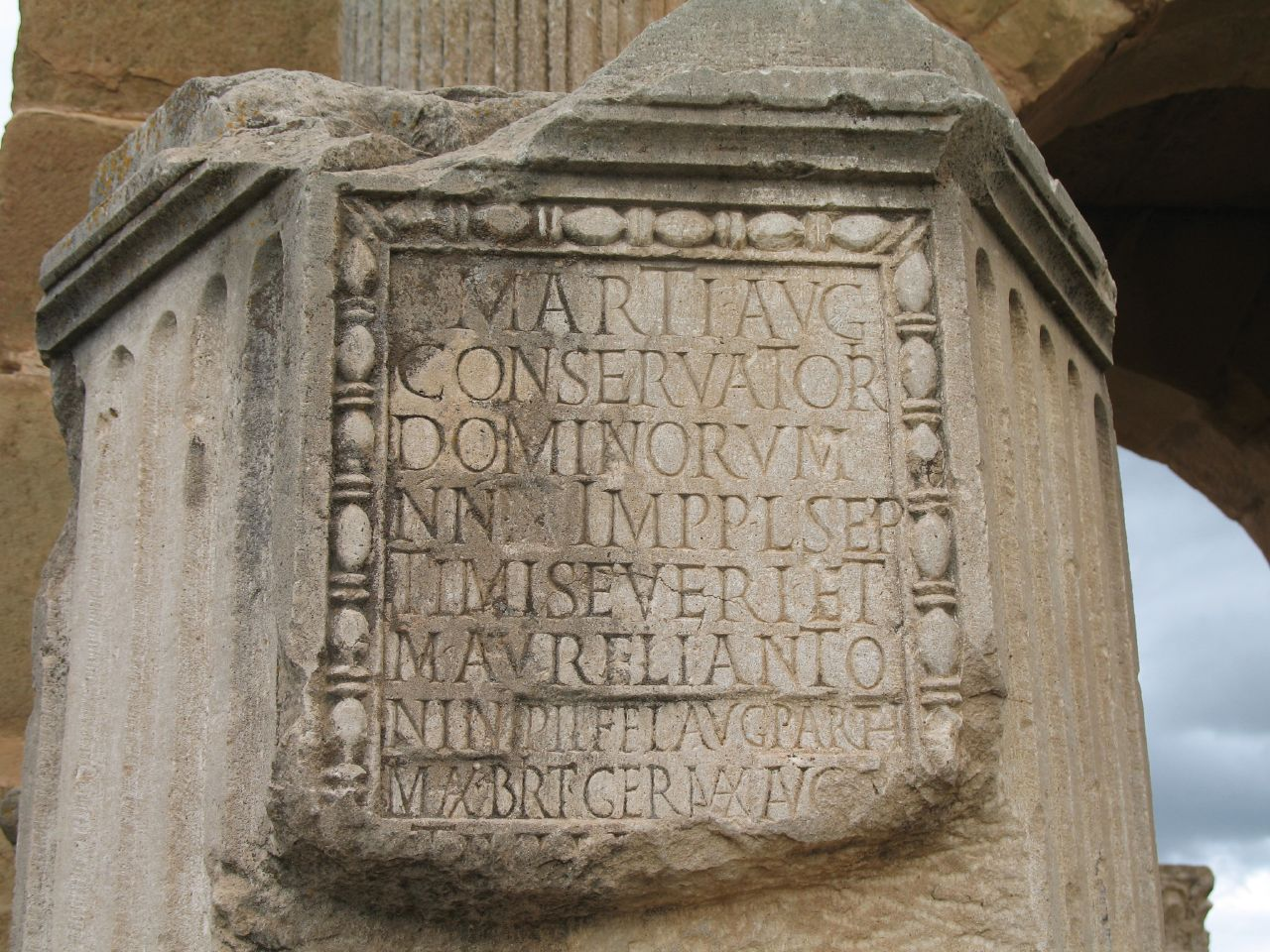
الكتابات الرومانية المنقوشة

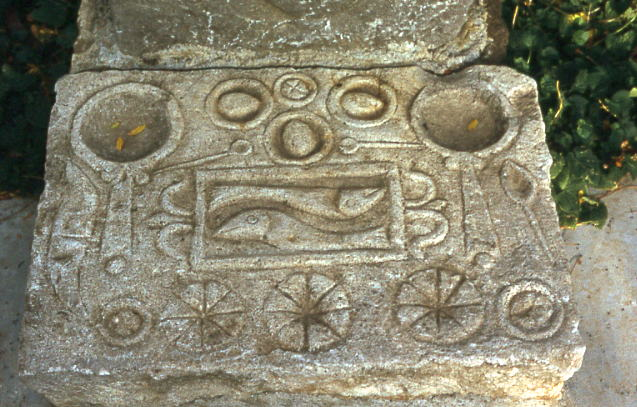
اثار رومانية في تيمقاد

## معرض صور

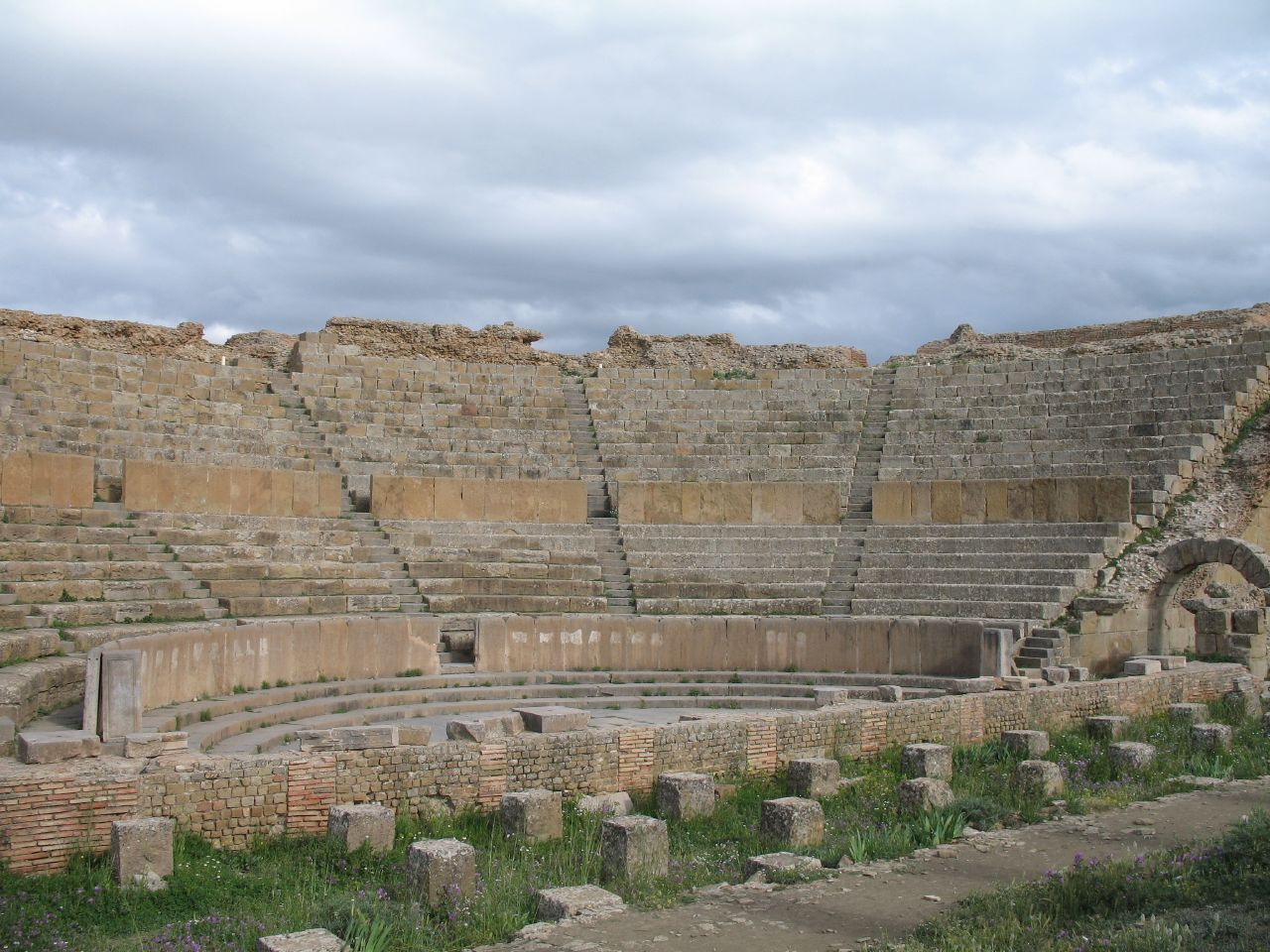
المسرح الروماني.
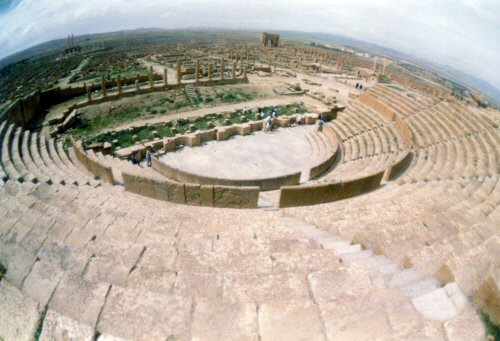
منظر المدينة من أعلى المسرح.
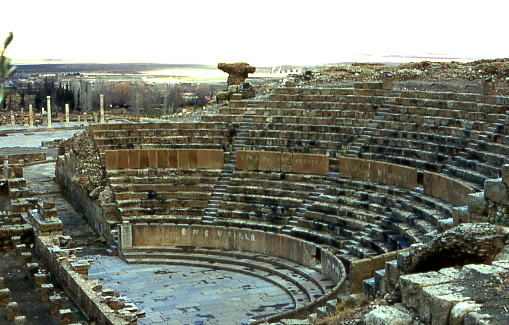
المسرح الرماني، جهة المتفرجين.
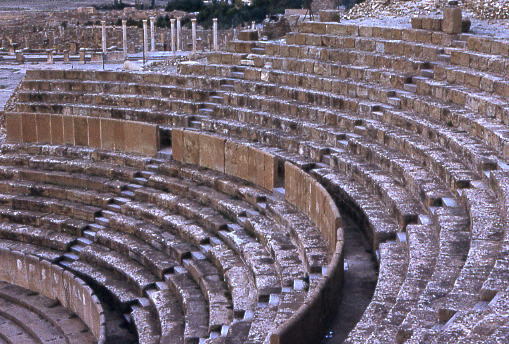
مدرجات المسرح.